# Индрише
Индрише или лезетра (Pelargonium roseum) е саксийно растение от рода на мушкатото и здравеца със силно, приятно ухание. Типичната му употреба в България е като подправка за ароматизиране на сладкиши и компоти.
Индришето е популярно и като билка. Съдържащото се в него етерично масло се прилага при болести на нервната система, гинекологични заболявания, артрит, ревматизъм, изгаряния, кожни инфекции и диабет. Използва се и в козметиката като средство срещу различни кожни възпаления.
Етеричното масло се добива чрез дестилация с водна пара. То съдържа вещества, близки до тези на етеричното масло от казанлъшката роза, затова има подобен аромат. Това етерично масло е известно в търговията под името „тереше“ и представлява бледозеленикава течност. С него се фалшифицира розовото масло.Расте в на сухи райони.